# Helene Overlach

Helene Overlach

Helene Overlach (* 19. Juli 1894 in Greiz; † 7. August 1983 in Ost-Berlin) war eine deutsche Politikerin (KPD).

## Leben und Wirken

### Kaiserreich und Weimarer Republik (1894 bis 1933)
Helene Overlach wurde als Tochter eines Arztes geboren. In ihrer Jugend besuchte sie das Realgymnasium und absolvierte eine Handelslehre. Später arbeitete sie als Stenotypistin, Kontoristin, Hilfsschwester und Handelslehrerin. Nachdem Overlach bereits seit 1919 dem Kommunistischer Jugendverband Deutschlands (KJVD) angehört hatte, trat sie 1920 als Mitglied der Ortsgruppe Hamburg-Wasserkante in die Kommunistische Partei Deutschlands (KPD) ein. Außerdem wurde sie Mitglied der Freien Sozialistischen Jugend. Für diese übernahm sie ab 1921 verstärkt  Funktionärstätigkeiten: Ab 1921 arbeitete sie als Stenotypistin in der Zentrale der KPD in Berlin (unter anderem bei Wilhelm Pieck) und in der Düsseldorfer Parteistelle (bei Walter Stoecker). Ab 1924 war sie als Redakteurin für die kommunistische Presse tätig. So schrieb sie von 1924 bis 1925 für das Ruhr Echo und war einige Monate lang die Chefredakteurin der Niedersächsischen Arbeiterzeitung, dem Bezirksorgan der KPD in Hannover. Seit November 1925 fungierte sie als Zweite Vorsitzende und de facto Leiterin des Roten Frauen- und Mädchenbundes (RFMB), dem nominell Clara Zetkin als Erste Vorsitzende vorstand.
1927 und erneut 1929 wurde Overlach ins Zentralkomitee (ZK) der KPD berufen. Ebenfalls 1927 übernahm sie die Leitung der Frauenabteilung im ZK, die sie bis 1931 ausüben sollte. 1929 wurde sie schließlich Kandidatin für das Politbüro. Von Mai 1928 bis zum März 1933 gehörte sie für ihre Partei als Abgeordnete des Wahlkreises 22 (Düsseldorf-Ost) dem Reichstag an. Hinzu kam die Mitgliedschaft im Reichskomitee des Bundes der Freunde der Sowjetunion. Von Herbst 1931 bis Mitte 1932 weilte Overlach zur politischen Schulung bei der Komintern in der Sowjetunion.
Im Reichstag war Helene Overlach eine der wenigen Frauen. Sehr selten rief der Parlamentspräsident eine Frau „zur Ordnung“ – so geschehen in der Reichstagssitzung am 14. Oktober 1931, nachdem Frau Overlach während einer Rede des NSDAP-Abgeordneten Wilhelm Frick dazwischenrief: „Arbeitermörderpartei!“

### Zeit des Nationalsozialismus
Nach der „Machtergreifung“ der Nationalsozialisten im Frühjahr 1933 sah Overlach sich als bekannte Kommunistin der Verfolgung durch das NS-Regime ausgesetzt. Ab dem Juli 1933 leistete sie illegale Arbeit für die Rote Hilfe im Ruhrgebiet, insbesondere in der kommunistischen Untergrundbewegung in Essen. Ihre einzige Tochter ließ sie derweil in die Schweiz bringen. Im Dezember 1933 wurde Overlach verhaftet. Nach mehreren Monaten Schutz- und Untersuchungshaft wurde sie im August 1934 wegen Vorbereitung zum Hochverrat zu einer dreijährigen Zuchthausstrafe verurteilt, die sie (unter Anrechnung der Untersuchungshaft) in Ziegenhain, Gotteszell und in der Frauenhaftanstalt Aichach verbüßte. Im Dezember 1936 wurde Overlach in „Schutzhaft“ genommen. Bis zu ihrer Entlassung im Mai 1938 wurde sie in den Konzentrationslagern Moringen und Lichtenburg festgehalten. In den nächsten Jahren arbeitete sie unter Polizeiaufsicht bei der Deutschen Arbeitsfront und in einer Handelsschule.
Am 22. August 1944 wurde Overlach im Rahmen der Aktion Gitter erneut verhaftet und ins Konzentrationslager Ravensbrück verschleppt, aus dem sie im April 1945 durch das Rote Kreuz befreit wurde, das sie nach Schweden brachte. Ab dem Juni 1945 lebte sie in der südschwedischen Stadt Västerås.

### Nachkriegszeit (1945 bis 1983)

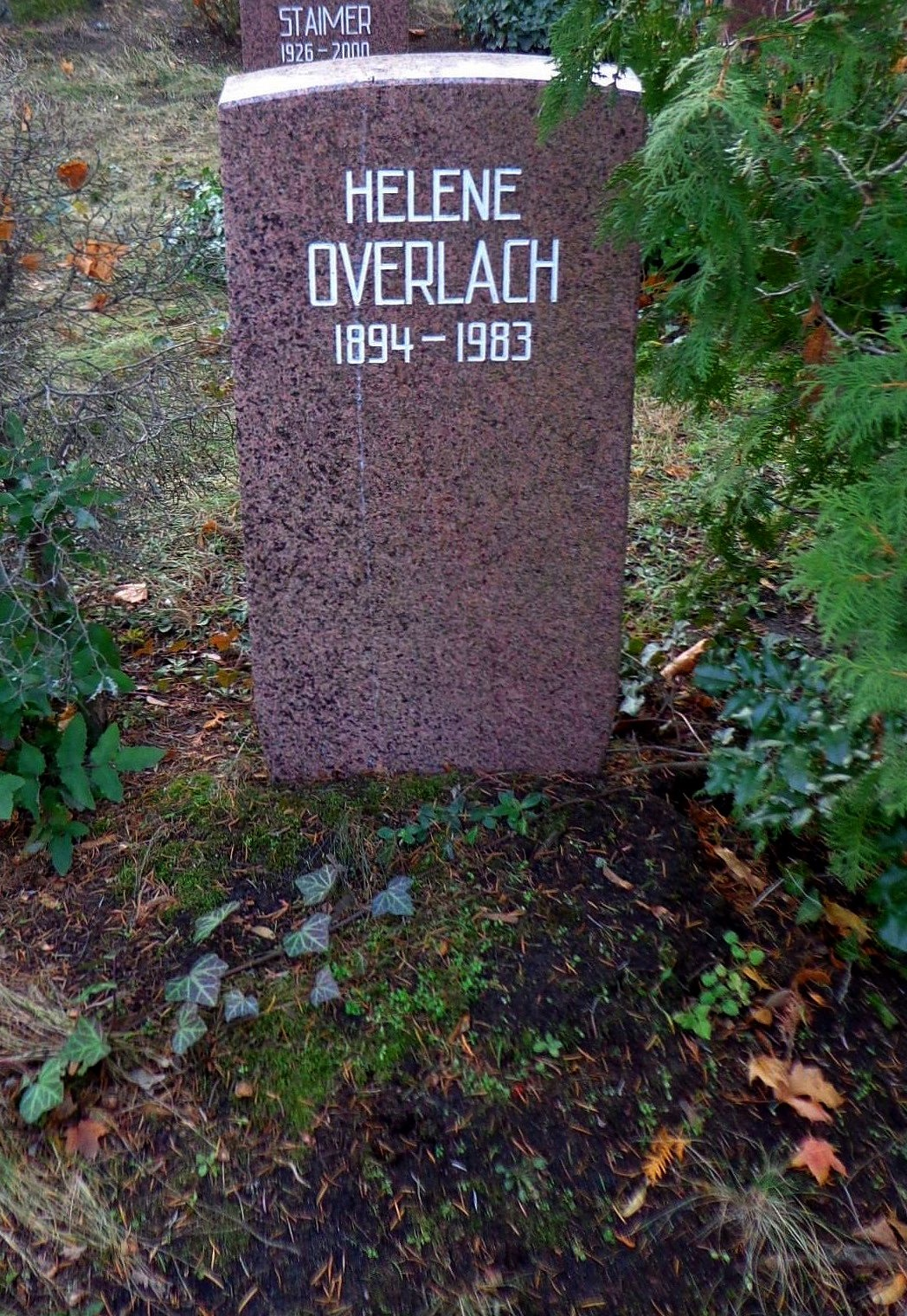
Grabstätte

Im Jahr 1946 kehrte Overlach aus Schweden ins besetzte Deutschland zurück, wo sie sich in der Sowjetischen Besatzungszone (SBZ) niederließ. In den nächsten Jahren fungierte sie als Leiterin einer Mädchenberufsschule. Nach der Auflösung dieser Schule übernahm sie den Posten einer Hauptreferentin für das kaufmännische Berufsschulwesen im Berliner Magistrat. Später wurde sie Abteilungsleiterin für die Ausbildung von Berufsschullehrern an der Pädagogischen Hochschule Berlin, wo sie 1950 zur Professorin berufen wurde. In den Jahren 1952 bis 1954 amtierte Overlach als Leiterin des Instituts für Berufsschullehrerausbildung. Diese Stellung musste sie Ende 1954 schließlich wegen ihrer schweren Herzkrankheit aufgeben.
Ihre Urne wurde in der Grabanlage Pergolenweg des Berliner Zentralfriedhofs Friedrichsfelde beigesetzt.

## Ehrungen
- 1955 Clara-Zetkin-Medaille
- 6. Mai 1955 Vaterländischer Verdienstorden in Silber
- 1964 Vaterländischer Verdienstorden in Gold[1]
- 1969 Ehrenspange zum Vaterländischen Verdienstorden in Gold[2]
- 1974 Karl-Marx-Orden[3]

## Schriften
- Unser Tägliches Brot Gib uns Heute. Ein Wort an die Christlichen Frauen, 1930.